# 第42装甲旅団 (ドイツ連邦陸軍)
第42装甲旅団「ブランデンブルク」（だい42そうこうりょだん、ドイツ語：Panzerbrigade 42 "Brandenburg"）は、ドイツ連邦陸軍の旅団の一つ。第13装甲擲弾兵師団に所属していた。旅団の部隊は主にベルリンやブランデンブルク州に駐屯していた。冷戦終結後に編成され2003年に解隊される。当初の旅団は第42郷土防衛旅団として編成され、その後野戦軍に編入されて戦闘部隊旅団のナンバー旅団に組み込まれた。

## 歴史
本旅団はドイツ民主共和国国家人民軍地上軍(東ドイツ陸軍)の第1自動車化狙撃兵師団を母体に第42郷土防衛旅団として新編、愛称「ブランデンブルク」が与えられ第14装甲擲弾兵師団に所属した。1995年に第42装甲旅団に改称される。1997年には第7防衛管区司令部 / 第13装甲擲弾兵師団の隷下となる。その後連邦軍改革「新任務のための新陸軍」により旅団は現役化された主防衛部隊（HVK）に指定される。
1996年に隷下の駆逐戦車中隊（対戦車中隊）が解隊され、代わりに装甲擲弾兵大隊にHOT対戦車ミサイルが配備される。1997年時点での旅団隷下部隊は以下のとおりであった。
- 第421装甲擲弾兵大隊　在ブランデンブルク・アン・デア・ハーフェル
- 第422装甲擲弾兵大隊　在ブランデンブルク
- 第423戦車大隊　在ブリュック
- 第424戦車大隊　在ブリュック
- 第425装甲砲兵大隊　在レーニッツ
- 第420装甲工兵中隊　在レーニッツ
- 第581猟兵大隊

1997年秋には第581猟兵大隊が第1猟兵大隊に改称し旅団の隷下から離れた。1999年から2000年にかけて第3次KFORドイツ派遣隊（3 GECONKFOR）に参加しバルカン諸国に派遣される。次に2001年から2002年までは第4次KFORドイツ派遣隊（4 GECONKFOR）に参加しコソボおよびマケドニアに派遣される。2002年にはオーデル川の氾濫で災害出動する。
第423戦車大隊、第420装甲工兵中隊は2002年末に解隊される。第421装甲擲弾兵大隊と第425装甲砲兵大隊は2003年1月1日までに第1装甲擲弾兵旅団へ配転される。2003年6月30日に旅団は解散される。解隊点呼は既に2002年12月4日に行われていた。

## 歴代旅団長
| 代 | 氏名                                                        | 着任          | 離任          |
| -- | ----------------------------------------------------------- | ------------- | ------------- |
| 1  | フリードリヒ・フォン・ゼンデン陸軍大佐 Friedrich von Senden | 1991年3月27日 | 1993年9月23日 |
| 2  | カール＝ハインツ・ラター陸軍大佐 de:Karl-Heinz Lather       | 1993年9月23日 | 1995年4月26日 |
| 3  | ユストゥス・グレプナー陸軍大佐 Justus Gräbner               | 1995年4月27日 | 1999年3月25日 |
| 4  | ローラント・カーター陸軍大佐 de:Roland Kather               | 1999年3月26日 | 2001年2月8日  |
| 5  | ハインリヒ・ブラス陸軍大佐 Heinrich Brauß                   | 2001年2月9日  | 2003年6月30日 |